# Huit études
Les Huit Études op. 42 forment un cycle d'études pour piano du compositeur russe Alexandre Scriabine. Composé en 1903, ce cycle demeure un sommet du répertoire pour piano de son auteur.

### Étude no 4 en Fa dièse majeur, Andante

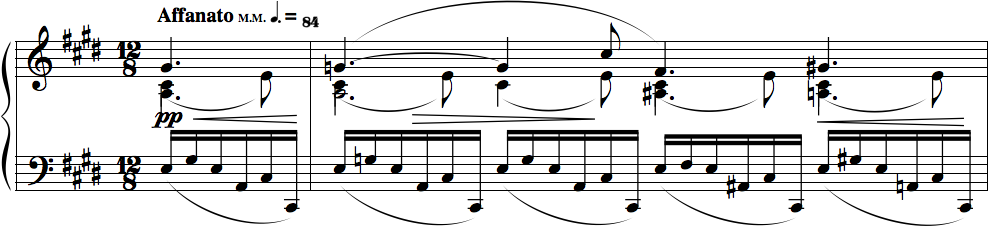
Début de la 5e étude, Affanato

## Analyse de l'œuvre

### Étudeop.42no5 en Ut dièse mineur,Affanato
Sergueï Rachmaninov, pianiste et compositeur russe qui fut un camarade de Scriabine dans la classe de Nikolaï Zverev, fit des tournées en l'honneur de Scriabine après sa mort, et enrichit donc son répertoire "scriabinien". De ce fait, lorsque Rachmaninov travailla l'étude op. 42 n° 5, il la qualifia d'« étude difficile ! » ; il lui fallut une heure pour l'apprendre.